# Falicon
Falicon (Italiaans (verouderd): Falicone) is een gemeente in het Franse departement Alpes-Maritimes (regio Provence-Alpes-Côte d'Azur). De plaats maakt deel uit van het arrondissement Nice. Falicon telde op 1 januari 2022 2.170 inwoners.

## Geografie
De oppervlakte van Falicon bedroeg op 1 januari 2022 5,17 vierkante kilometer; de bevolkingsdichtheid was toen 419,7 inwoners per km².
De onderstaande kaart toont de ligging van Falicon met de belangrijkste infrastructuur en aangrenzende gemeenten.

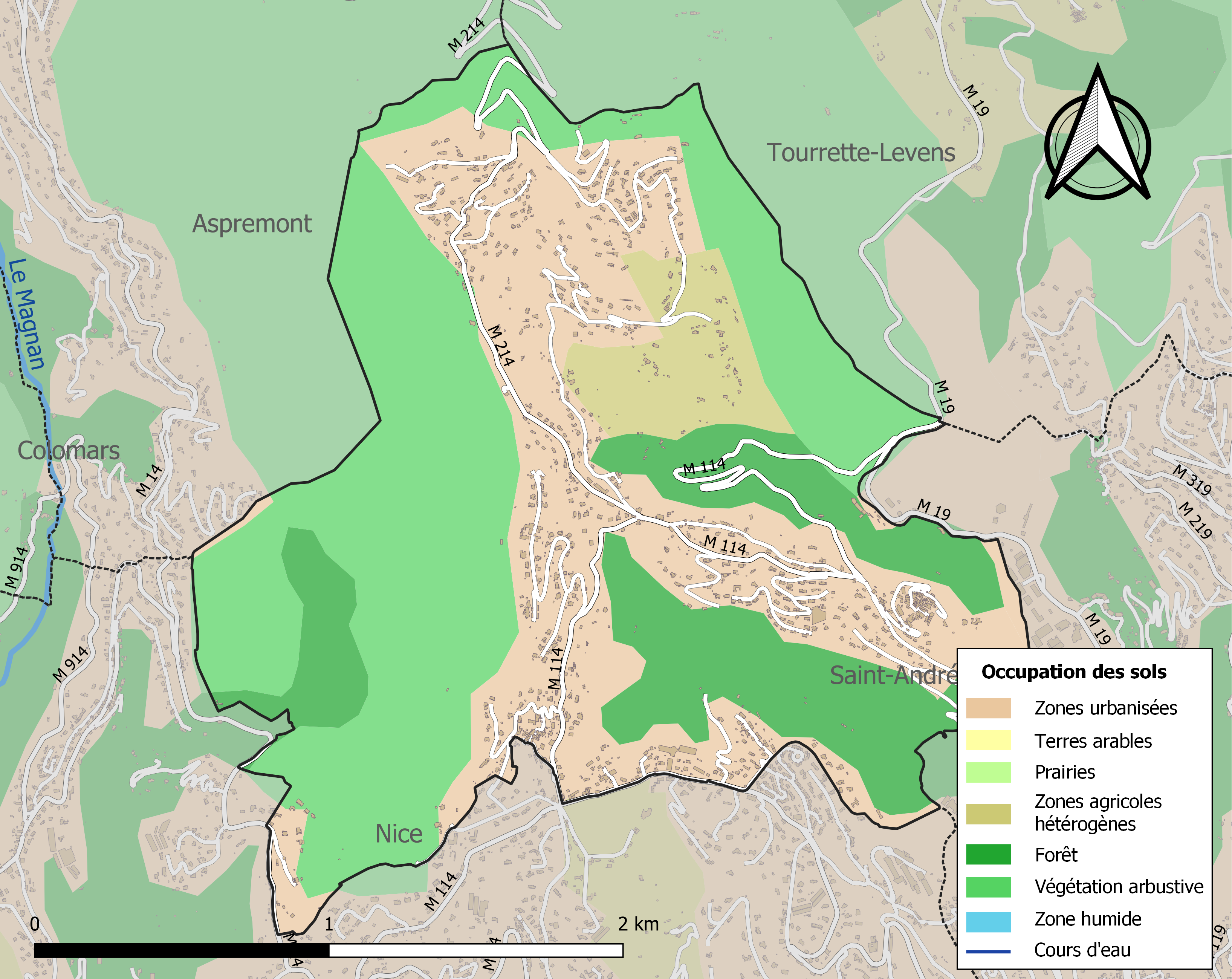

## Demografie
Onderstaande figuur toont het verloop van het inwonertal (bron: INSEE-tellingen).
Vanwege een beveiligingsprobleem met de MediaWiki Graph-software is het momenteel niet mogelijk deze grafiek weer te geven. Zodra de software is bijgewerkt zal de grafiek vanzelf weer zichtbaar worden.